# Phorocera
Phorocera – rodzaj muchówek z rodziny rączycowatych (Tachinidae).

## Wybrane gatunki
- P. aequalis (Reinhard, 1935)[1]
- P. angustiforceps Wood, 1972[1]
- P. assimilis (Fallén, 1810)[2]
- P. atricans Tschorsnig, 1992
- P. auriceps Wood, 1972[1]
- P. compascua (Reinhard, 1935)[1]
- P. convexa Wood, 1972[1]
- P. exigua Wood, 1972[1]
- P. grandis (Róndani, 1859)
- P. liaoningensis Yao & Zhang, 2009
- P. normalis Chao, 1964
- P. obscura (Fallén, 1810)[2]
- P. slossonae (Townsend, 1908)[1]
- P. webberi (Smith, 1917)[1]